# Michael Raffl
Michael Raffl (ur. 1 grudnia 1988 w Villach) – austriacki hokeista, reprezentant Austrii, olimpijczyk.
Jego ojciec Peter (ur. 1960) i brat Thomas (ur. 1986) także zostali hokeistami.

## Kariera
- VSV U20 (2004-2008)
- EC VSV (2006-2011)
- Leksands IF (2011-2013)
- Adirondack Phantoms (2013)
- Philadelphia Flyers (2013-2021)
  -  EC VSV (2020)
- Washington Capitals (2021)
- Dallas Stars (2021-)

Wychowanek klubu VSV w rodzinnym mieście. Przez kilka lat grał w jego barwach zarówno w zespole juniorskim, jak i seniorskim w lidze EBEL. Od kwietnia 2011 przez dwa sezony grał w szwedzkim klubie Leksand w drugoligowych rozgrywkach Allsvenskan. Następnie, mimo że nie był draftowany do NHL w maju 2013 podpisał kontrakt z klubem Philadelphia Flyers i od sezonu 2013/2014 występuje w jego barwach w rozgrywkach NHL. W marcu 2014 przedłużył kontrakt z klubem o dwa lata. Pod koniec listopada 2020 został wypożyczony do macierzystego EC VSV, gdzie rozegrał cztery mecze, po czym powrócił do Filadelfii. W kwietniu 2021 przeszedł do Washington Capitals. Pod koniec lipca 2021 ogłoszono jego transfer do Dallas Stars.
W barwach reprezentacji Austrii zadebiutował 7 lutego 2008 podczas turnieju Euro Ice Hockey Challenge w Sanoku (Arena Sanok). Uczestniczył w turniejach mistrzostw świata w 2009, 2011, 2013, 2015, 2018, 2019 (Elita) oraz zimowych igrzysk olimpijskich 2014.

## Sukcesy i wyróżnienia
Klubowe
- Złoty medal mistrzostw Austrii: 2006 z VSV
- Złoty medal mistrzostw Austrii do lat 20: 2007 z VSV U20
- Złoty medal Allsvenskan: 2013 z Leksand
- Awans do SHL: 2013 z Leksand

Indywidualne
- Mistrzostwa Świata Juniorów w Hokeju na Lodzie 2008/I Dywizja#Grupa A:
  - Drugie miejsce w klasyfikacji strzelców turnieju: 5 goli[9]
  - Drugie miejsce w klasyfikacji asystentów turnieju: 8 asyst[10]
  - Drugie miejsce w klasyfikacji kanadyjskiej turnieju: 13 punktów[11]
  - Najlepszy napastnik turnieju[12]
- Mistrzostwa Świata w Hokeju na Lodzie 2019/Elita:
  - Jeden z trzech najlepszych zawodników reprezentacji w turnieju[13]